# Jota (Eintopf)

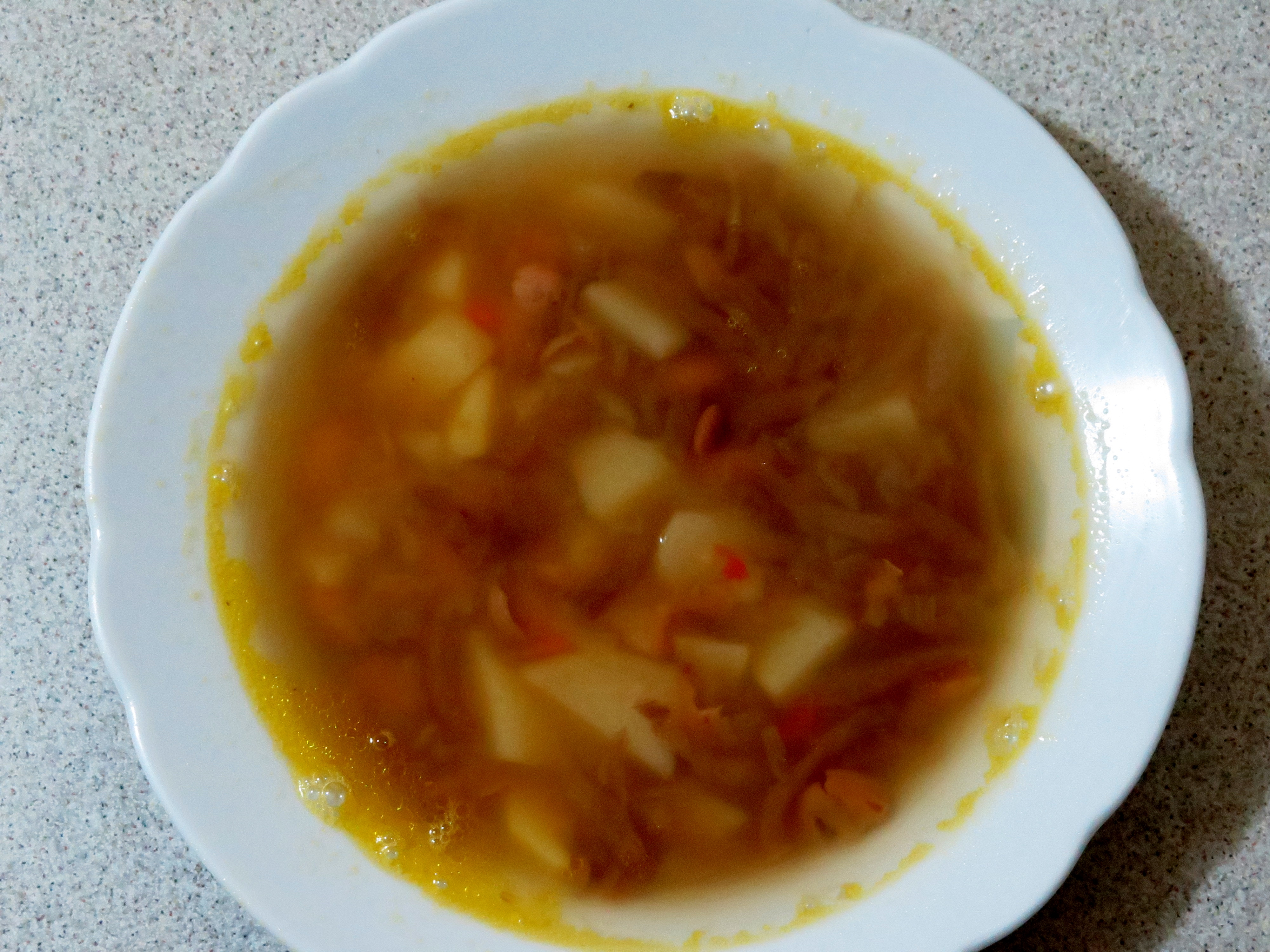
Friaulische Jota

Die Jota (auch iota, friaulisch jote) ist eine eintopfartige Suppe, die teilweise auch als minestra bzw. maneštra (mediterrane Gemüsesuppe) angesehen wird. Verbreitet ist sie in zahlreichen Varianten im Gebiet von Friaul im Nordosten Italiens über den slowenischen Karst bis ins kroatische Istrien. In fast allen Varianten findet man eine Basis aus Bohnen, Kartoffeln, dazu Selchfleisch und als Gewürze Knoblauch, Lorbeer, Salz und Pfeffer. Hauptzutat kann, je nach Region, Sauerkraut (z. B. in Triest) oder saure Rüben (z. B. Friaul) sein.

## Geschichtliches
Die genaue Herkunft der Jota ist nicht bekannt und ist in diesem Schmelztiegel der Kulturen auch kaum zu erörtern. Attestiert ist sie beispielsweise in einem alten friaulischen Volkslied, einer sogenannten Vilotta, die der Sprachwissenschaftler Jacopo Pirona (1789–1870) gegen Ende des 19. Jahrhunderts aufzeichnete. Dort heißt es:

“Simpri jote, simpri jote e mai mai polente e lat; simpri simpri a durmì sole e mai mai un biel fantat”

„Immer nur Jota und niemals Polenta und Milch; immer alleine schlafen und niemals ein hübscher Jüngling.“

Eine weitere Vilotta, die Luigi Garzoni 1936 in Clavais in der Gemeinde Ovaro sammelte, schlägt ähnliche Töne an:

“Simpri un vecjo, simpri un vecjo mai une volte un biel fantat
simpri simpri jote frite mai une volte meste e lat”

„Immer nur einen Alten und nicht ein einziges Mal einen hübschen Jüngling
immer nur gebratene Jote und nicht ein einziges Mal Meste und Milch“

Der Gastronom Bepi Pucciarelli meinte gegenüber der Zeitung Il Friuli, dass diese Gesänge für eine Herkunft aus dem Friaul, genauer aus Karnien sprächen. Auch Pirono war dieser Ansicht und erklärte den Begriff jote als eine „karnische Gemüsesuppe, bestehend aus Brovada, Bohnen, gestreckter Milch und Würze aus Butter oder Speck, unter Hinzugabe von Maismehl“ (sorta di minestra carnica composta di brovada, fagioli, latte allungato e condimento di burro o lardo, con l'aggiunta di farina gialla).
Obwohl die Jota in Karnien lange nachgewiesen ist, wird die Region als Ursprungsort angezweifelt, was vor allem an der Zubereitung der friaulischen oder karnischen Jota mit Brovada liegt: Es handelt sich dabei um in Rotwein-Trester vergorene weiße Rüben. In dieser Gebirgsregion wird allerdings kein Weinbau betrieben, sondern erst weiter unten im Tal.
Wie aus den beiden Volksliedern bereits durchklingt, galt die Jota im Friaul schon lange als Arme-Leute-Essen oder Resteverwertung und ist dort heute kaum noch verbreitet. Auch in der Rezeptsammlung des bekannten Friauler Koch und Hotelier Gianni Corsetti (1939–2001) wird sie übergangen.
In Triest, wo sie mit capuzi garbi, einer lokalen Variante des Sauerkraut, zubereitet wird, hatte die Jota hingegen nie diesen schlechten Ruf und ist heute noch verbreitet. Manchen gilt sie sogar als Aushängeschild der lokalen Küche. Auch hier gibt es Erklärungsversuche zur Herkunft des Gerichts. Der Historiker, Gastronom und Buchautor Cesare Fonda nimmt an, dass die Jota eher per Zufall entstand, indem man die capuzi garbi zu bereits gekochten Bohnen in eine tecia (eine Art Kasserolle) gab.

## Varianten

### Triest
Die Triester Jota (jota triestina) besteht aus Kartoffeln, Sauerkraut und geselchten Schweinsrippen. Verfeinert wird sie üblicherweise mit einer Pestat genannten gehackten Mischung aus Speck, Zwiebeln, Salbei und Petersilie, die mit in den Topf gegeben wird.

### Friaul
Die Friaulische Jota (jote) enthält statt Sauerkraut die sogenannte brovada. Es handelt sich dabei um eine Art saure Rüben, die allerdings nicht in Milchsäure, sondern in Rotwein-Trester eingelegt gären. Danach werden sie geschält und in feine Streifen geschnitten oder geraspelt zubereitet. Verwendet wird dafür der lokale Ökotyp der weißen Rübe (Brassica rapa var rapa), der entsprechend rapa da brovada genannt wird und einen charakteristischen violetten Wurzelhals besitzt.
Ein ähnliches aber eigenständiges friaulisches Gericht ist die mignestre di brovade. Zu dieser wird statt Selchfleisch eine muset genannte Kochwurst gereicht, die aus den minderen Teilen vom Borstentier wie Kopf, Schwarte, Rüssel und kleinen Muskelstücken besteht und mit Zimt, Koriander, Salz und Nelkenpfeffer gewürzt ist.
Brovade e muset allein, also ohne jote, ist ebenfalls ein typisches Gericht der friaulischen Küche.
Eine weitere friaulische Variante ist Jota mit Mangold (fur. jote di bledis, ital. jota di blede).

## Belege
1. 1 2 3  Genuss-Magazin (Memento des Originals vom 17. Dezember 2014 im Internet Archive)  Info: Der Archivlink wurde automatisch eingesetzt und noch nicht geprüft. Bitte prüfe Original- und Archivlink gemäß Anleitung und entferne dann diesen Hinweis.
2. 1 2 3  Jota im Wibo Wiki (italienisch)
3. ↑  Maneštre (Eintopf) (Memento des Originals vom 9. Dezember 2014 im Internet Archive)  Info: Der Archivlink wurde automatisch eingesetzt und noch nicht geprüft. Bitte prüfe Original- und Archivlink gemäß Anleitung und entferne dann diesen Hinweis.
4. ↑  Jota: Eintopf aus der Karstregion bei ORF Kärnten
5. ↑  La disputa sulla jota. In: Il Friuli. 11. Juli 2006.
6. ↑  Brovade e muset (Beschreibung und Rezept) bei Cookaround (italienisch)